# José García Corral
José García Corral   (Sevilla, 19 de gener de 1944) conegut com a Chufi, és un exfutbolista espanyol que jugava com a defensa.
Va representar Espanya als Jocs Olímpics de Mèxic 1968. Posteriorment va fer d'entrenador de futbol.

## Clubs

### Com a jugador
| Club            | Any       |
| --------------- | --------- |
| Rayo Vallecano  | 1965-1968 |
| Calvo Sotelo CF | 1968-1971 |
| Vila-real CF    | 1971-1972 |
| Rayo Vallecano  | 1972-1974 |
| Burgos CF       | 1974-1975 |

### Com a entrenador
| Club           | Any       |
| -------------- | --------- |
| Rayo Vallecano | 1983-1984 |
| CD Móstoles    | 1999-2000 |

Fonts: